# Armeria langei subsp. langei
Armeria langei subsp. langei é uma subespécie de planta com flor pertencente à família Plumbaginaceae. 
A autoridade científica da subespécie é Boiss., tendo sido publicada em Vidensk. Meddel. Dansk Naturhist. Foren. Kjøbenhavn 1861: 59 (1862).

## Portugal
Trata-se de uma subespécie presente no território português, nomeadamente em Portugal Continental.
Em termos de naturalidade é endémica da Península Ibérica.

## Protecção
Não se encontra protegida por legislação portuguesa ou da Comunidade Europeia.